# 1903 no Brasil
Esta é uma cronologia dos fatos acontecimentos de ano 1903 no Brasil.

## Incumbentes
- Presidente do Brasil - Rodrigues Alves (15 de novembro de 1902 - 15 de novembro de 1906)
- Vice-presidente do Brasil - Afonso Pena (17 de junho de 1903 – 15 de novembro de 1906)

## Eventos
- 1 de março: O Tratado de Petrópolis é firmado com a Bolívia na cidade brasileira de Petrópolis, dando ao Brasil a posse definitiva do Acre.[1]

## Nascimentos
- 3 de agosto: Aimée de Heeren, socialite (m. 2006).
- 7 de novembro: Ary Barroso, compositor (m. 1964).

## Mortes
- 22 de fevereiro: Victor Meirelles, pintor e professor (n. 1832).
- 24 de outubro: Júlio de Castilhos, advogado, jornalista e político (n. 1860).
- 20 de agosto: Antônio Manuel Correia de Miranda, capitão comandante da 2ª Companhia Avulsa e político (n. 1830).